# Попов, Борис Вениаминович
Борис Вениаминович Попов (10 (23 октября) 1909 года, с. Быково, Царевский уезд, Астраханская губерния (ныне —Быковского района Волгоградской области), — 19 октября 1993 года, г. Москва, Российская Федерация) — советский партийный деятель. Второй секретарь ЦК КП Литвы (1961—67 гг.), первый секретарь Архангельского обкома КПСС (1967—83 гг.).

## Биография
Родился в семье учителя.
Работал учеником слесаря, разносчиком газет в Астрахани.
Член ВКП(б) с 1931 года. Окончил ВПШ при ЦК ВКП(б) в 1949 году.
C 1932 по 1943 год работал в политорганах на железнодорожном транспорте, на строительстве железной дороги Москва — Донбасс, Валуйки — Пенза.
С 1943 года на партийной работе.
С 1943 года работал заместителем уполномоченного Комиссии партийного контроля при ЦК ВКП(б) по Рязанской области.
С 1950 по 1957 год — второй секретарь Ташкентского обкома КП Узбекистана, с 1958 по 1961 год в аппарате ЦК КПСС, с 1961 по 1967 год — второй секретарь ЦК КП Литвы.
С 1967 по 1983 год — первый секретарь Архангельского областного комитета КПСС.
За время его правления в Архангельской области произошли большие изменения. Упрочили свою деятельность новые отрасли промышленности, военно-промышленный комплекс (Северодвинск, Плесецкий космодром, полигон на Новой Земле).
С 1983 года — персональный пенсионер союзного значения.
Член ЦК КПСС (1976—1986), кандидат в члены ЦК КПСС (1971—1976). Член Центральной ревизионной комиссии КПСС (1961—1971).
Депутат Верховного Совета СССР 6-10 созывов (1962—84). Депутат Верховного Совета Узбекской ССР (1951—59). Депутат Верховного Совета Литовской ССР (1963—67).
Похоронен на Троекуровском кладбище.

## Награды и звания
- 2 ордена Ленина
- орден Октябрьской Революции
- 2 ордена Трудового Красного Знамени
- орден Красной Звезды
- орден «Знак Почета»
- Почётный гражданин Северодвинска (26 июля 1978 года)
- Почётный гражданин Архангельска (1999, посмертно)[1]